# Kopalnia Węgla Kamiennego „Wanda”

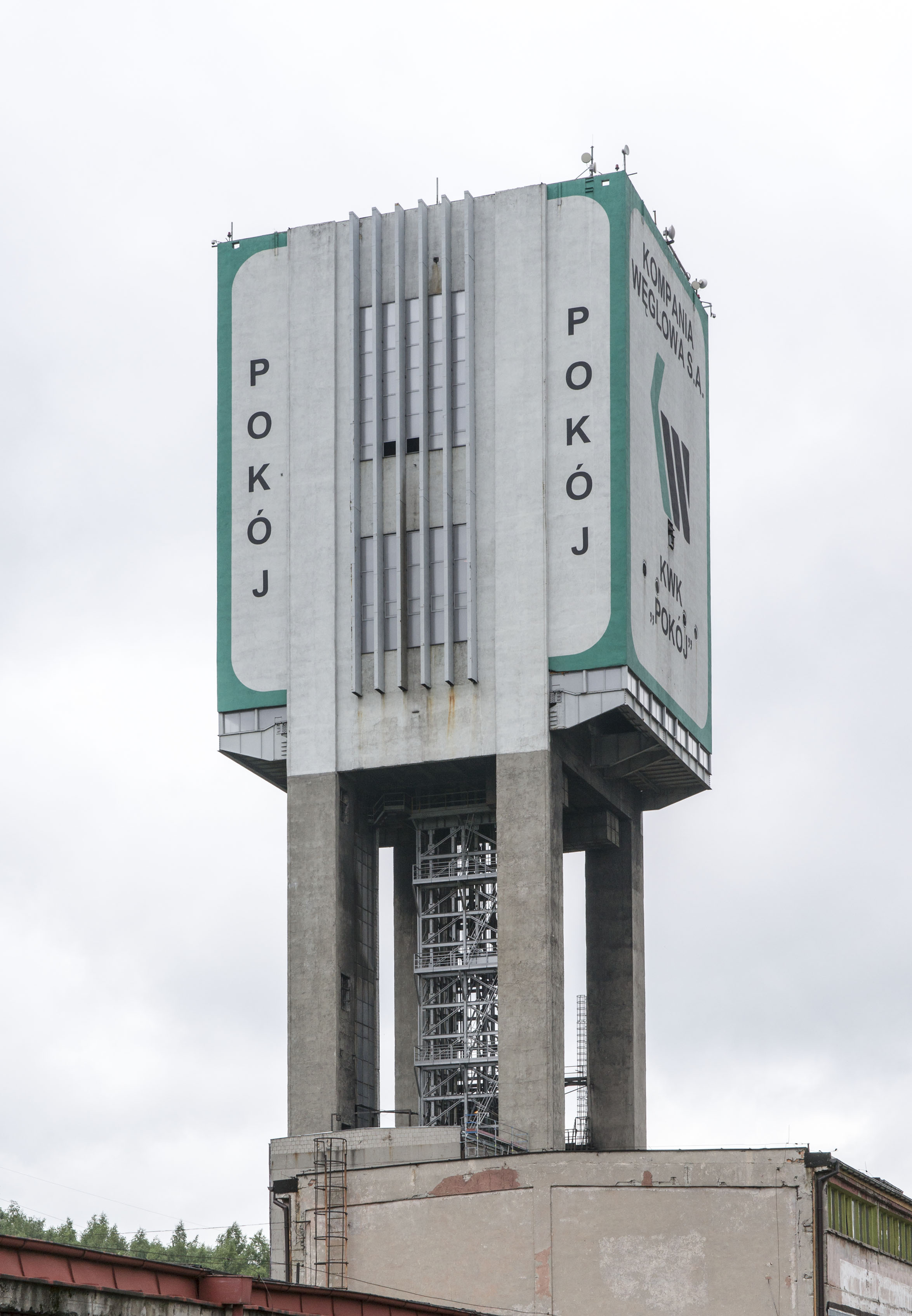
Wieża wyciągowa szybu Wanda (2013)

Kopalnia Węgla Kamiennego „Wanda” – głębinowa kopalnia węgla kamiennego, działająca pod tą nazwą formalnie od 1 października 1936 r. do 31 stycznia 1938 r. w Nowym Bytomiu (obecnie Ruda Śląska). Od 1 lutego 1938 r., po połączeniu z kopalnią „Lech” (niem. „Hillebrand”), funkcjonowała jako Kopalnia Węgla Kamiennego „Wanda-Lech”, która została zlikwidowana w 1968 r.

## Historia
Powstała z połączenia starszych kopalń „Lithandra” i „Belowssegen”.
Kopalnia „Lithandra” (nadanie 14/29 września 1830 r.) należała do kilku właścicieli, od których w latach 1835–1837 Karol Godula wykupił 83 kuksy, a w 1899 r. Joanna Schaffgotsch nabyła resztę udziałów. Była eksploatowana od 1853 r.
Kopalnia „Belowssegen” (nadanie 5 listopada 1805 r., powiększana 19/30 lipca 1828 r. i 20 lutego 1857 r.) była eksploatowana od 1806 do 1877 r. Należała początkowo do radcy von Belowa i miasta Bytomia. W 1837 r. odkupił ją od nich hrabia Andrzej Renard, który w 1855 r. odsprzedał ją spółce „Minerva”. W 1871 r. kopalnia przeszła na własność spółki Oberschlesische Einsenbahnbedarfs A.G. (Oberbedarf), od której w 1899 r. nabyła ją Joanna Schaffgotsch.
Od 1899 r. pola kopalni „Belowssegen” eksploatowano razem z kopalnią „Lithandra”. Formalne połączenie obu kopalń nastąpiło w 1920 r. (część pola górniczego dzierżawiła kopalnia „Pokój”, początkowo pod niemiecką nazwą Friedensgrube).
Obie kopalnie w 1906 r. przeszły na własność spółki Gräflich Schaffgotsche Werke, a 13 lipca 1920 r. zostały połączone z polami „Saara II” i „Eintracht II” w zespoloną kopalnię „Lithandra”. W 1922 r., w związku z formalnym przejęciem tej części Górnego Śląska przez Polskę, przejęła kopalnię spółka Godula, filialne przedsiębiorstwo koncernu Schaffgotschów. 1 października 1936 r. nazwę kopalni zmieniono na „Wanda”.

## Wydobycie
Produkcja kopalni „Belowssegen” w 1856 r. (maksymalna) wyniosła ok. 20 tys. ton, zaś w 1873 już jedynie 170 ton. Produkcja obu połączonych kopalń w tymże 1873 r. wyniosła 59,9 tys. ton, a w roku 1913 – 351,9 tys. ton.